# ウルトラマン (プラネタリウム特別編)
『ウルトラマン（プラネタリウム特別編）』（ウルトラマン（プラネタリウムとくべつへん））は、1998年にプラネタリウム上映用に制作されたウルトラマンの映像作品。

## ストーリー
地球及び宇宙の征服をあきらめないバルタン星人は、銀河の探索に向かった人類の宇宙船や宇宙基地を次々に襲う。ゾフィーの指令でウルトラマンが派遣されるが、バルタン星人の操るブラックホール怪獣ブラキウムの力の前に、ウルトラマンは危機に陥る。そこへウルトラマンネオスとウルトラセブン21が現れ、3人のウルトラ戦士は力を合わせてバルタン星人とブラキウムを倒す。

## 登場ウルトラマン
ウルトラマン
これまでにも地球や宇宙の平和のために戦ってきたウルトラ戦士。ゾフィーの指令で派遣され、バルタン星人に立ち向かう。
ウルトラマンネオス
勇士司令部所属のウルトラ戦士。セブン21と共にウルトラマンの救援に駆けつける。
ウルトラセブン21
宇宙保安庁所属のウルトラ戦士で、ネオスの良きパートナー。ネオスと共にウルトラマンの救援に駆けつけた。
ゾフィー
宇宙警備隊の隊長にしてウルトラ兄弟の長兄。バルタン星人の侵略活動を阻止するべくウルトラマンを派遣する。

## 登場怪獣

### 宇宙忍者 バルタン星人
ウルトラマンたちの宿敵。何度も地球侵略を企ててきたが、未だに野望を捨てておらず、人類の宇宙進出を妨害しようと目論む。野望を阻止せんとやってきたウルトラマンを、配下の怪獣ブラキウムを使って苦しめる。

### ブラックホール怪獣 ブラキウム
本作品のオリジナル怪獣。バルタン星人の配下として、人類の宇宙船や宇宙基地を襲っていた。ベムスターを髣髴とさせるフォルムをしており、腹部にある口から小型のブラックホールを発生させ、スペシウム光線をも防いでしまう。
- 五島プラネタリウムのオーナーがベムスターのファンだったため、デザインイメージをメタリックなベムスター兄弟にしている[2]。
- 後に帯番組『ウルトラマンボーイのウルころ』の新規撮影分でもたびたび登場している。